# Mick O'Driscoll
Pour les articles homonymes, voir O'Driscoll.
Pas d'image ? Cliquez ici

a Compétitions nationales et continentales officielles uniquement.

b Matchs officiels uniquement.
Dernière mise à jour le 1 décembre 2021.
 Michael (Mick) Rowan O'Driscoll, né le 8 octobre 1978 à Cork, est un joueur de rugby à XV qui a évolué avec l'équipe d'Irlande et la province de Munster au poste de deuxième ligne (1.96 m pour 108 kg). 

## Carrière

### En club
- 1998-2003 : Munster
- 2003-2005 : USA Perpignan
- 2005-2012 : Munster

Il a disputé 61 matchs en Coupe d'Europe de rugby à XV, il a remporté deux fois le trophée avec le Munster.

### En équipe nationale
Il a disputé son premier test match, le 2 juin 2001 contre l'équipe de Roumanie. 

## Palmarès

### En club
Avec le Munster
- Coupe d'Europe de rugby à XV :
  - Vainqueur (2) : 2006 et 2008
  - Finaliste (2) : 2000 et 2002
- Celtic League
  - Vainqueur (1) : 2003

Avec Perpignan
- Championnat de France de rugby à XV :
  - Finaliste (1) : 2004

### En équipe nationale
- 23 sélections en équipe nationale
- Sélections par années : 1 en 2001, 1 en 2002, 1 en 2005, 4 en 2006, 4 en 2007, 4 en 2008, 2 en 2009, 5 en 2010 et 1 en 2011
- Tournois des Six Nations disputés : 2006, 2007, 2008